# Heterogorgia hickmani
Heterogorgia hickmani is een zachte koraalsoort uit de familie Plexauridae. De koraalsoort komt uit het geslacht Heterogorgia. Heterogorgia hickmani werd in 2005 voor het eerst wetenschappelijk beschreven door Breedy & Guzman. 